# Lech Maligranda
Lech Maligranda, född 2 september 1953 i Polen, är en svensk-polsk professor. 
Maligranda avlade år 1977 examen i matematik vid Adam Mickiewicz-universitetet i Poznań. År 1979 disputerade Maligranda med doktorsavhandlingen Interpolacja pewnych operatorów nieliniowych w przestrzeniach Banacha. 
Under åren 1977–1987 var Maligranda anställd på Institutet för matematiska vetenskaper i Poznań. Åren 1987–1991 arbetade Maligranda vid universitetet Instituto Venezolano de Investigaciones Cientificas i Caracas i Venezuela.
Sedan år 1991 har Maligranda varit anställd vid Luleå tekniska universitet och utnämndes till professor år 1999.